# Lars Theodor Jonsson

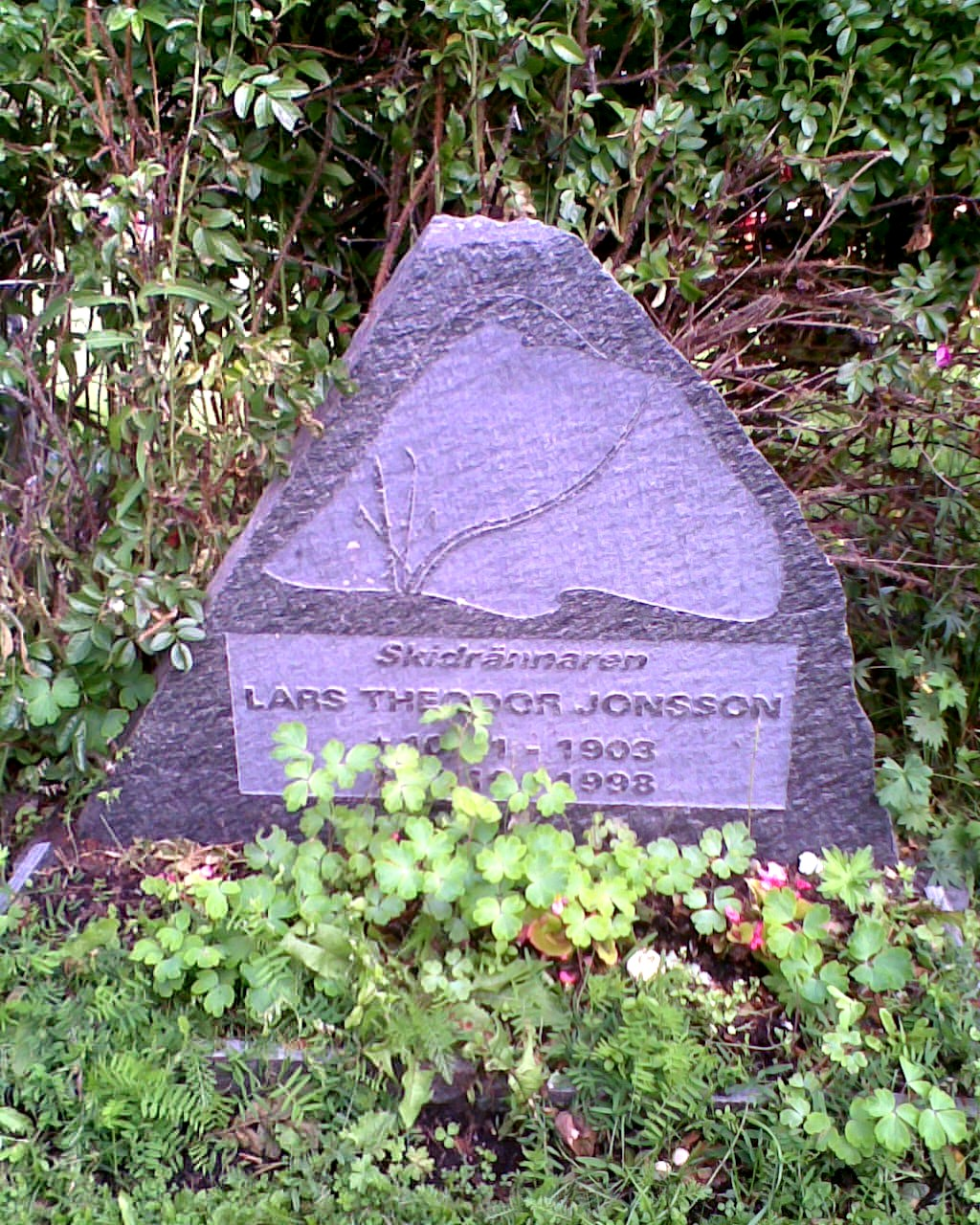
Gravstenen på Nya kyrkogården (Rotnäset) i Strömsund.

Lars Theodor Jonsson, född 10 november 1903 i Frostvikens församling, död 11 oktober 1998 i Strömsund, var en svensk-samisk längdskidåkare som tävlade under 1930-talet.

## Biografi
Jonsson, som hade sydsamiskt ursprung, följde sina renskötande föräldrar i norra Jämtlands fjällområde. De blev så småningom mer bofasta i byn Strand nära Strömsund, och Lars Theodor Jonsson arbetade bland annat som renskötare, skomakare och hästgetare.
Han tävlade under sina aktiva år för IFK Strömsund, Tunadal, Väja-Dynäs och Ragunda IF, samt deltog vid olympiska vinterspelen 1928. Hans största framgång var vid VM 1934 i Sollefteå där han var med i det svenska stafettlag som blev bronsmedaljörer på 4 x 10 kilometer.
Han vann även SM åren 1933 (15 km) och 1935 (30 km). 
Från slutet av 1940-talet bodde han i en enslig skogskoja vid Lill-Allvattnet norr om Strömsund, men flyttade slutligen år 1991 in till äldreboende i Strömsund. Hans koja finns bevarad, och har flyttats in till hembygdsgården i Strömsund där besökarna numera kan se en utställning om hans liv.
Han medverkade i flera TV-dokumentärer samt år 1988 i filmen De sista skidåkarna av Jonas Sima och Erik Eriksson.